# 江顺诒
江顺诒（1823年—？），又作江順怡，字秋珊。安徽旌德人。
生卒年不详。廪贡生，喜为诗歌。早年科第不顺，五应乡试而不第。道光二十年（1840年），与方炳奎等结诗社。咸丰八年（1858）十一月，捐纳入仕，咸丰十年（1860）歷任杭州凤山城门稽查、衢防支应局文案、常防行营支应等職。同治十年（1871年），官浙江候补县丞。是年與梅振宗等倡议成立西泠消寒会，並将所作诗辑成《西泠消寒集》。曲家宗山称他“宏才绩学，尤工绮声”。著有《啙窳子》三卷、《越俎卮言》二卷、《啙窳子集证》五卷等，词话《词学集成》八卷、词集《愿为明镜室词稿》九卷和二卷（进士如山作序）、小说评论《读〈红楼梦〉杂记》等。